# Arca lui Noe

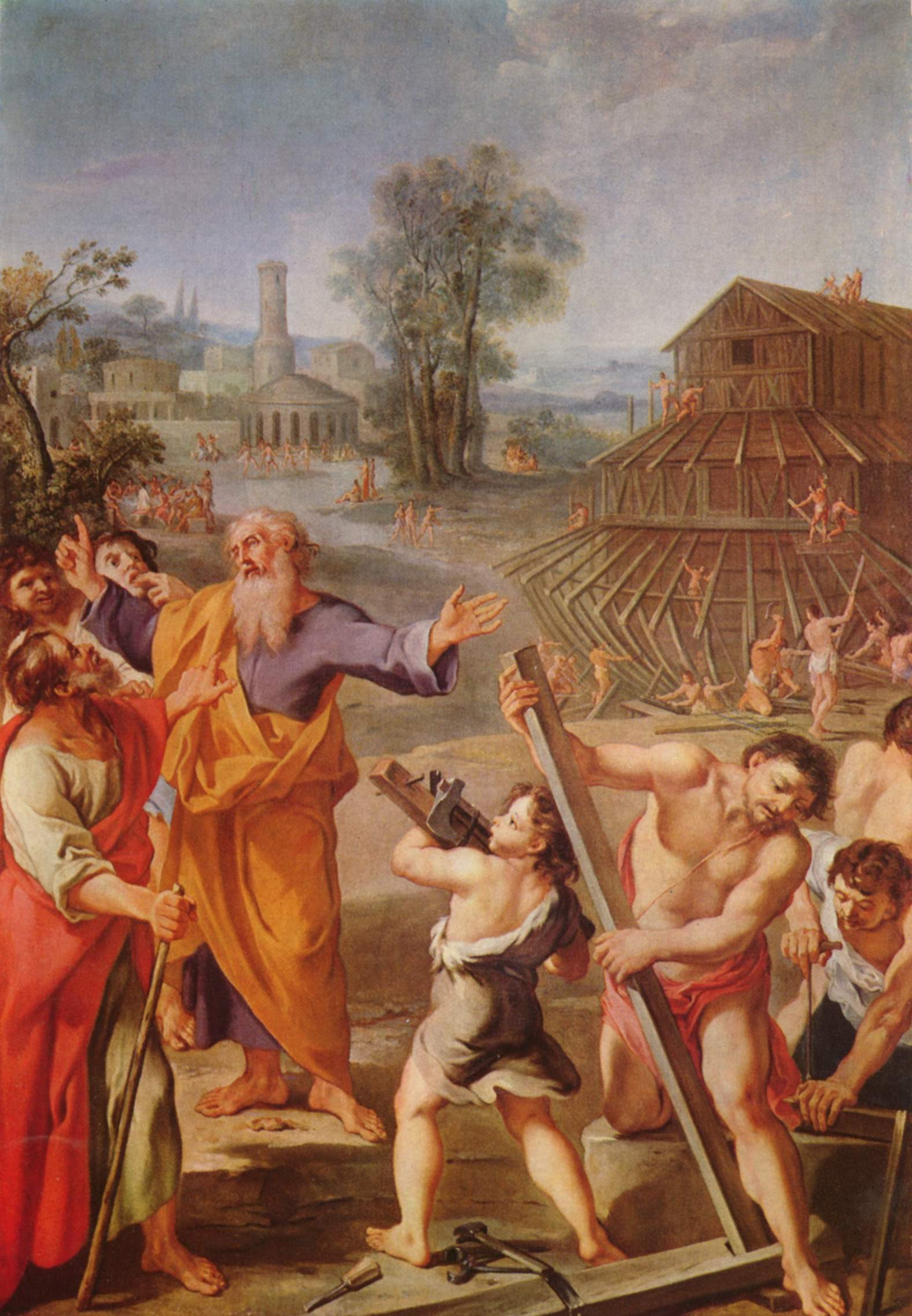
Arca lui Noe pe o pictură din 1675 (artistul nu este cunoscut), aflată în prezent la Muzeul de Artă din Budapesta

Arca lui Noe a fost o corabie imensă, pe care, potrivit Bibliei, Noe a construit-o la îndemnul lui Dumnezeu ca să își salveze familia și animalele terestre de marele potop.Dimensiunile corăbiei, prezentate în Biblie, erau următoarele: lungimea de trei sute de coți, lățimea de cincizeci de coți iar înălțimea de treizeci de coți, dimensiuni care, conform cercetărilor istoriografice, echivalau cu 140 de metri lungime, 23 de metri lățime și 14 metri înălțime. Conform surselor biblice, construcția a fost realizată cu ajutorul așa zisului lemn gofer. Existența și proveniența acestui material necunoscut ingineriei maritime este pusă sub semnul întrebării de către cercetătorii biblici.
Comentatorii Bibliei spun că potopul a avut loc în jurul anului 3300 î.Hr. Un potop global cum este descris în Cartea Genezei nu este conform cu datele fizice ale geologiei și paleontologiei.
Despre întâmplările lui Noe se poate citi în Sfânta Scriptură, în pasajele 8-9din cartea întâi a lui Moise ("Facerea"), 38 Matei ori 27 după Luca.
Comentatorii universitari ai Bibliei spun că actuala versiune cunoscută a apărut în secolul V î.Hr. Evreii ortodocși, creștinii și musulmanii fundamentaliști (adepți ai lecturii literale a Bibliei/Coranului) resping varianta academică și spun că Noe este un personaj real și marele potop s-a întâmplat cu adevărat.
Povestiri asemănătoare cu cea descrisă în Biblie despre potop apar și în mitologia altor popoare antice, de pildă la sumerieni  (în Epopeea lui Ghilgameș și într-o tăbliță denumită „Atra-Hasis”, ambele descriind circumstanțe similare potopului biblic:20–27) și la egipteni. Grecii Antichității au și ei o poveste similară cu cea biblică, anume povestea lui Pyra și Deucalion, evocată de Pindar în cea de-a noua Olimpică.
Povestea corăbiei este des întâlnită în scripturile religioase. Începând cu secolul al XVIII-lea s-au făcut cercetări de geologie și biogeografie în legătură cu arcă și potop. Având la origine o confuzie medievală provocată de proasta înțelegere a textului biblic original (semitic), s-au făcut numeroase săpături în Turcia, pe muntele Ararat,unde unii cred că Biblia spune că s-a oprit arca. În realitate textul biblic nu indică un munte anume, ci întreaga regiune muntoasă a Armeniei.

## Realitatea arcei

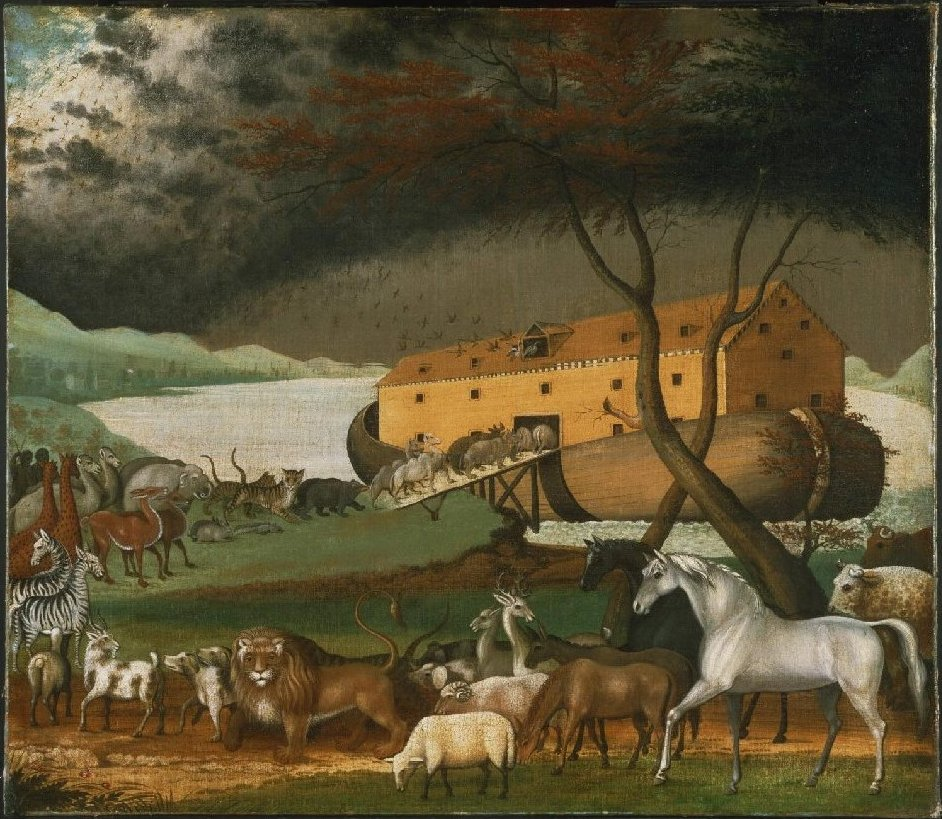
Pictură de Edward Hicks despre Arca lui Noe

Potopul și salvarea lui Noe de către Dumnezeu sunt descrise în Biblie, în cartea întâi a lui Moise (Facere): „Văzând Domnul stricăciunea oamenilor, I-a părut rău că a creat omul, așa că a decis să distrugă tot ce a creat până atunci”. Dumnezeu a văzut că Noe este om bun și cinstit așa că s-a gândit să-l salveze pe el și pe familia lui, mai exact nevasta și fiii săi Sem, Ham și Iafet, împreună cu nevestele acestora. Domnul a poruncit lui Noe să ia din fiecare animal câte o pereche, din păsări câte șapte perechi și să-i ducă pe arcă, ca să fie din nou animale pe pământ și după potop.
Se spune că potopul a durat 365 de zile, alții spun că au trecut 371 de zile până când arca a eșuat pe vârful muntelui Ararat. Sfintii parinti spun ca 40 zile si 40 nopti. De aceia se spune potop. 440 de zile au trecut până când apele s-au retras și munții au devenit vizibili. Noe a lăsat prima oară liber un corb, dar nu a găsit pământ uscat. După ce au trecut șapte zile, Noe a lăsat liber un porumbel care s-a întors cu o ramură. După alte șapte zile iar a lăsat liber un porumbel, care nu s-a mai întors. După un an și 10 zile de la începerea potopului, la porunca divină, Noe împreună cu toți cei care se aflau în arcă au ieșit afară.
După potop, Domnul i-a promis lui Noe că niciodată nu va mai șterge omenirea de pe pământ cu apă, și a creat primul curcubeu pe cer (Moise I. 9:11).
În privința realității arcei și a veracității descrierii biblice a peripețiilor lui Noe, punctul de vedere științific - exprimat de geologie, de ex. - este că de când oamenii populează Terra (istoria recentă a planetei) planeta n-a cunoscut un potop global, drept pentru care Noe și arca lui descrisă în Facere sunt cam tot atât de reali pe cât sunt și uriașii sau șerpii vorbitori ai Facerii (Genezei), măgarii vorbitori ai Numerilor, vrăjitoarele Ieșirii (Exodului), peștii uriași cu pântece locuibile ale lui "Iona" sau demonii Evangheliilor. Credibilitatea mitului biblic al potopului lui Noe a fost ruinată, acum aproape două secole deja, de descoperirile făcute în geologie și (doar puțin timp mai târziu) din biologie.

## Istoria primului altar
Înainte de a-și construi o casă în care să stea împreună cu familia lui, Noe a construit un altar pe care l-a dedicat Dumnezeului său, ca semn de mulțumire pentru că l-a salvat de la moarte. Acest altar devine primul altar din istoria Terrei.

## Descrierea arcei

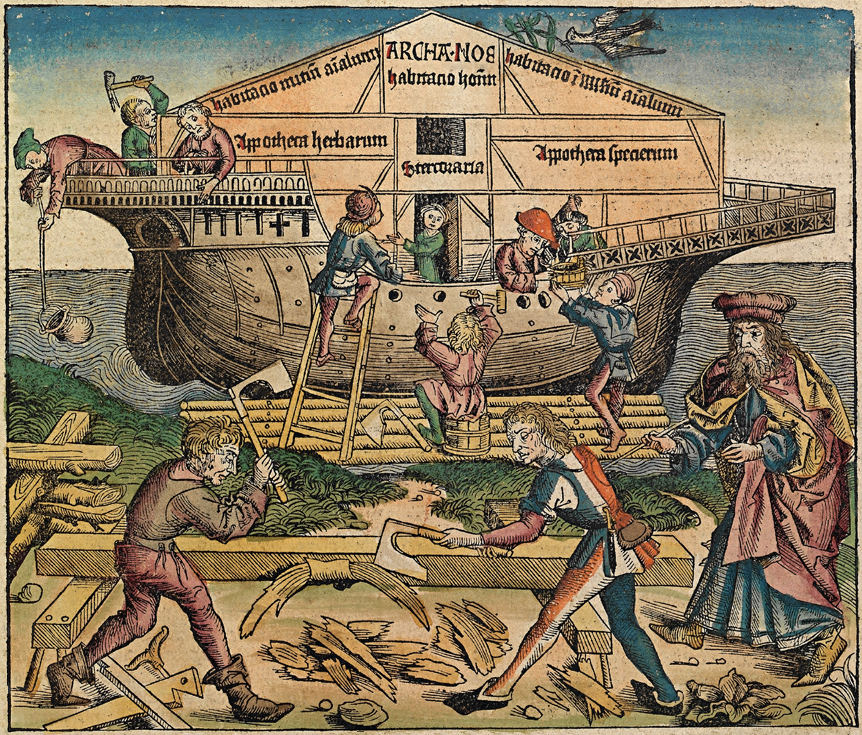
Arca – imagine din Evul Mediu

Arca a avut lungimea de 140 de metri, lățimea de 23 de metri și înălțimea de 14 metri. Avea un singur geam și o singură ușă aflată la mijlocul corăbiei.
Corabia a fost construită din lemn de gofer (chiparos), era împărțită în cămăruțe, tencuită cu smoală pe dinăuntru și pe dinafară. (Geneza 6,14)
Arca avea trei punți, sau trei nivele, ceea ce i-a mărit rezistența. Suprafața totală a punților era de 8.900 m2. A fost construită probabil din chiparos, un arbore rășinos, deci rezistent la apă, fiind etanșată pe interior și exterior cu un strat de catran (Geneza 6:14–16). Nu se spune cum a îmbinat Noe bârnele. Însă, înainte de relatarea despre Potop, Biblia vorbește despre făuritori de unelte de aramă și de fier (Geneza 4:22). În orice caz, și în prezent se folosesc cuie de lemn la construirea unor ambarcațiuni de lemn.
Arca avea compartimente, o ușă pe lateral și un țohar înalt de un cot, care, după cât se pare, era un acoperiș mansardat, având probabil niște deschizături pentru ventilație și lumină. Relatarea biblică nu menționează însă nici un fel de chilă ori proră, nici pânze, vâsle sau cârmă. De fapt, același cuvânt ebraic redat prin „arcă” este folosit și pentru a descrie coșulețul dat cu smoală în care a fost pus micuțul Moise de mama lui pentru a pluti pe apele Nilului. — Exodul 2:3, 10.
Arca avea o lungime de șase ori mai mare decât lățimea și de zece ori mai mare decât înălțimea.

## Tradiții medievale despre Arcă pe Ararat
În anul 1300, Marco Polo în jurnalul lui spunea că a văzut arca pe muntele Ararat. Afirmațiile extravagante din descrierile de călătorie ale lui Marco Polo trebuie privite cu mare scepticism, ținând cont de faptul că textul care există azi este trecut prin filtrul cenzurii pioase a numeroșilor editori care au scos sau modificat tot ceea ce acestora li se părea insuficient de pios sau ceea ce, din punctul lor de vedere, friza erezia. Nu trebuie uitat nici faptul că nu Marco Polo însuși a scris cartea despre peripețiile lui în Orient, ci un individ care în epocă era cunoscut ca fiind scriitor de povești de dragoste și romane cavalerești, și care în afară de a fi așternut pe hârtie peripețiile povestite de Polo, și-a pus amprenta personală asupra textului,, text manuscris care în plus, de-a lungul timpului, la rândul lui s-a "diversificat" (adică a fost modificat prin amputări de pasaje sau adausuri de text), sub influența fiecărui scrib care l-a reprodus după gust (suntem în epoca dinaintea apariției tiparului), astfel că azi originalul și așa romanțat de Rustichello este pierdut, dar există în schimb 140 de versiuni de manuscris. Aceasta explică de ce în versiunile existente ale descrierilor călătoriei lui Marco Polo se găsesc tot felul de absurdități, cum e de exemplu afirmația că prin Sumatra există un trib de oameni cu coadă, sau relatări despre un trib de oameni cu capete de câine ("cynocephali", această creatură fiind și ea un motiv frecvent în bestiarele medievale); este apoi extrem de puțin probabil că tânărul Polo, aflat cu tatăl și unchiul lui în misiune papală în drum spre China, a escaladat în plin Ev Mediu (secolul XIII) un versant cu o înălțime de peste 5000 de metri ca să verifice dacă sunt sau nu acolo resturi din Arcă, afirmația lui explicându-se mai degrabă prin noua tradiție privitoare la locul presupus al opririi ambarcațiunii lui Noe după potop și care se înfiripase cu un secol și jumătate înaintea nașterii lui Marco Polo ca și prin mentalitățile puternic impregnate de creștinism ale epocii, care îl marcau așa cum e de așteptat și pe călătorul genovez.

## Arca și știința
Din punct de vedere istoric, povestea Potopului și a Arcei lui Noe face parte din seria de mituri și legende biblice. Mitul biblic al Potopului este cel mai recent (prima jumătate a mileniului întâi î.e.n.) dintre miturile potopului în Orientul Mijlociu: cel mai vechi dintre ele fiind cel sumerian, datat la finele mileniului trei î.e.n. În legătură cu știrile din presa populară (toate fără fundament științific) despre descoperirea pe muntele Ararat a resturilor Arcei lui Noe (adică a resturilor unui artefact enunțat într-un mit!), cei mai serioși cercetători resping orice posibilitate ca lemnul unei ambarcațiuni construită acum mii de ani să fi supraviețuit până azi, în timp ce guvernul turc susține că deține dovezi în legătură cu grupuri de indivizi care escaladează muntele pentru a plasa lemn pe înălțimi, doar pentru a-l "descoperi" mai târziu.
Încă din Antichitate lectorii atenți ai Bibliei au avut dificultăți în acceptarea descrierii înțelese în cheie literală a poveștii potopului lui Noe. Contemplând imposibilitatea evidentă a umplerii Arcei cu toate speciile de viețuitoare, Preafericitul Augustin alegea, de exemplu, să considere că asta nici nu e nevoie, pentru că oricum unele viețuitoare apar singure din pământ (o reluare a "generării spontane" cu care Aristotel explica apariția vieții), justificându-și convingerea cu versetul 24 din Facere capitol I ("Să scoată pământul ființe vii, după felul lor: animale, târâtoare și fiare sălbatice după felul lor". Și a fost așa."). Lărgirea graduală a cunoștințelor făcea ca problema cea mai serioasă în materie de credibilitate a poveștii biblice a potopului să fie teza globalității inundației, și încă din secolul al V-lea unii creștini au emis rezerve în această privință,, tradiția evreiască înregistrând și ea încă de la începuturi obiecții ale rabinilor sau erudiților iudaismului nonsacrificial în privința credibilității ideii de potop global.
Chiar de la începuturile dezvoltării aparatului critic în analiza literară, povestea biblică a Potopului lui Noe a reprezentat un exemplu didactic., înțelegându-se repede că ceea ce relatarea Facerii ne spune nouă în modernitate nu era tocmai și ceea ce pricepeau cei care erau contemporanii eroilor mitici ai acestor relatări. Relatarea biblică, derivată fiind din tradițiile mesopotamiene legate de inundații catastrofale  și care la rândul lor se inspirau din fenomene naturale locale, a căpătat o nouă interpretare o dată ce și în creștinism textul original în ebraica biblică a început să fie cunoscut și studiat de manieră rațională și luându-se în fine în considerare toate subtilitățile limbii. S-a putut constata faptul de altfel evident că în Biblie nu întotdeauna când se afirmă globalitatea sau totalitatea unui lucru sau fenomen, aceasta chiar e înțeleasă sau sugerată de autori a fi una în sens propriu, așa cum se înțelege ea azi. Ideea că Biblia vorbește în Facere de un potop global nu numai că nu ține seama de subtilitățile expresiei literare veterotestamentare, ea ridică totodată și o multitudine de probleme insurmontabile care ruinează complet credibilitatea relatării, Concluzia trasă de cercetători e că pentru reputația Bibliei și a autorilor ei cea mai favorabilă interpretare actuală e să considerăm că aceasta descrie un potop local., fiind din acest punct de vedere o șansă că textul însuși nu indică spre actualul și prea-înaltul munte Ararat ca loc al opririi arcei după potop, așa cum în mod neglijent înțeleg unii. În Occident, începând cu secolul al XIX-lea chiar, opinia cvasiunanimă privitoare la relatarea biblică a potopului este că acesta a fost unul local, la o scară regională și nu globală.

### Probleme referitoare la mitul biblic al Potopului și al Arcei lui Noe
- Noe n-ar fi avut cum să aducă câte două animale din fiecare specie. Ar fi trebuit să meargă în locuri neștiute pe atunci precum Australia, Japonia, America, insule din Pacific.[59] Observația apare ca obiecție, de ex., într-o lucrare ("Essai Sur Cette Question : Quand et Comment l’Amérique A-t-Elle Été Peuplée d’Hommes et d’Animaux?") a savantului geograf elvețian Samuel Engel[60], scrisă în 1767, anume la pagina 45 din ediția numerizată de Sabin Americana[61] (în ediția numerizată de google[62] la pagina 132) în capitolul 11 din volumul întâi, "cartea a doua" ("Livre Second") a "părții întâi" (Première Partie), intitulată "De Unde Au Venit Animalele în America?" ("D'Où Sont Venus les Animaux De l'Amérique ?").

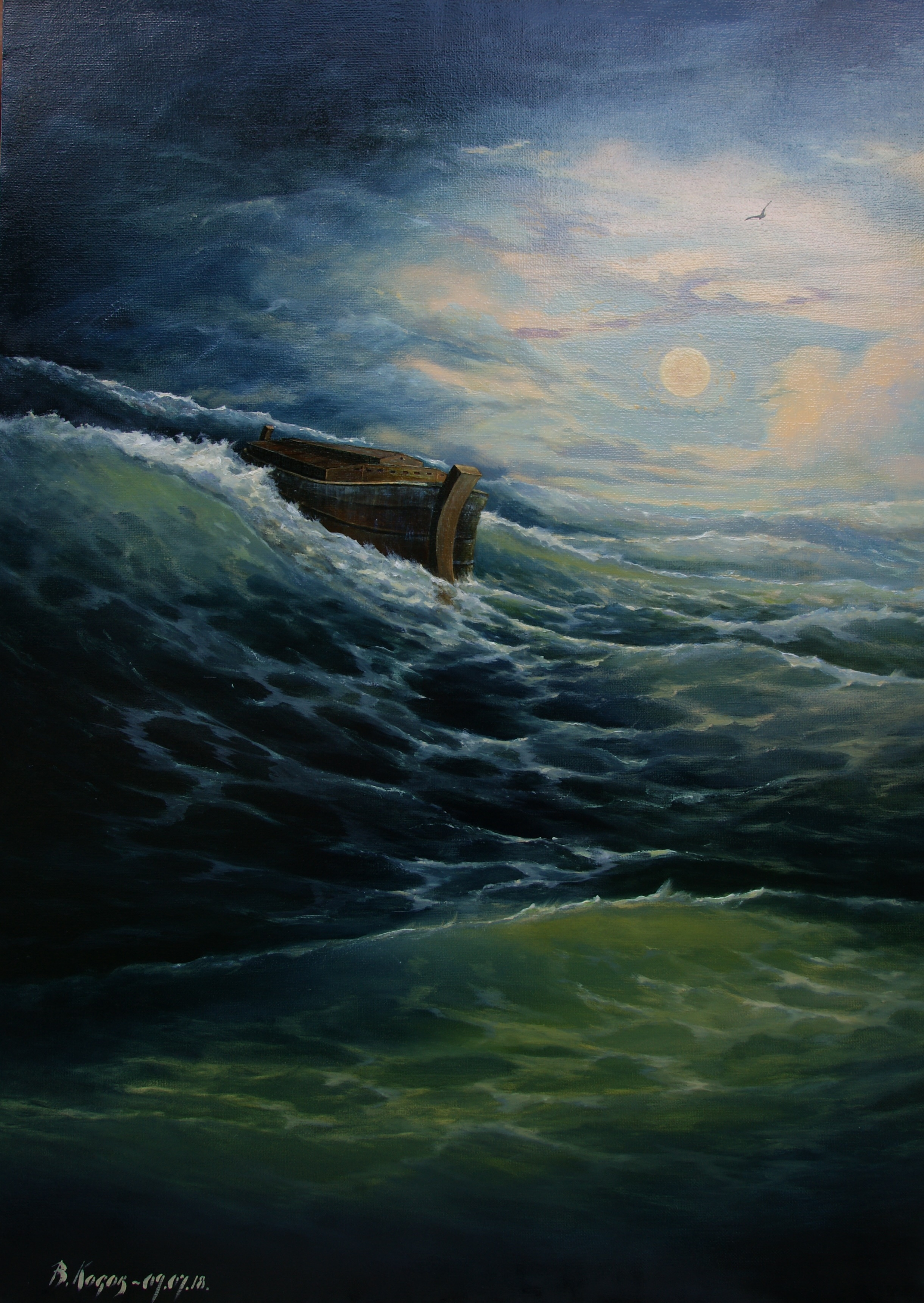
Arca lui Noe. Inundație globală.

- Animalele nu ar fi putut supraviețui toate în același loc. Diferența de temperatură ar fi fost o problemă majoră. Animalele adaptate la viața polară( ursul polar, foca, pinguinul ) nu ar fi avut cum să conviețuiască în același loc cu animale tropicale (crocodilul, cămila ).

- Pentru a ploua 365 sau 371 de zile încontinuu ar fi trebuit ca de undeva să se golească o cantitate foarte mare de apă, și dacă ar fi plouat, acea cantitate de apă s-ar fi întors în locul de unde a venit, și nu ar fi inundat Pământul.

- Geografic este imposibil să plouă atâtea zile.

- Dacă apa a ajuns peste toți munții, ea ar fi trebuit să se ridice peste 8848 m (vârful Everest). La acea înălțime aerul este rarefiat și respirația câtorva milioane de specii ar fi fost imposibilă. În mod similar, în capitolul 2 din cartea a patra ("Preuves de la Non-Universalité du Déluge") a părții a doua (p. 265-269 în ediția numerizată de Sabin Americana) din "Essai Sur Cette Question : Quand et Comment l’Amérique A-t-Elle Été Peuplée d’Hommes et d’Animaux?", autorul (Samuel Engel) explică că odată ce nivelul apei a depășit plafonul de nori, nu mai putem avea de-a face cu "ploaie" cum pretinde Biblia (Facere capitol 7:13) și astfel nici "potop" care să fi acoperit realmente toată suprafața uscatului. Obiecția nu ține seama însă de faptul că autorii Bibliei credeau că ploaia își are originea în miticele "rezervoare"[63] dumnezeiești aflate deasupra "tăriei". Pentru anticii autori ai mitului Potopului biblic, dilema era deci evitată, pentru că evreii credeau că apa precipitațiilor provine din rezervoarele aflate deasupra boltei rigide ("firmamentului", tăriei) și transparente a cerului, peste care se afla tronul lui Dumnezeu care deschide jgheaburile pe unde iese apa din rezervoare, și nu din condensarea parțială a acumulărilor de vapori care sunt norii, așa cum se consideră azi.

## Despre arcă
- Montgomery, David R. (2012). The Rocks Don't Lie: A Geologist Investigates Noah's Flood. Norton. ISBN 9780393082395.
- Dr. Henry Morris, Dr. John Whitcomb: The Genesis Flood; P&R Publishing (1998).